# دوداس (فیلم ۱۹۳۵)
دوداس (انگلیسی: Devdas) یک فیلم در ژانر درام به کارگردانی پراماتش باروا است که در سال ۱۹۳۵ منتشر شد. از بازیگران آن می‌توان به پراماتش باروا و جامونا باروا اشاره کرد.